# Asemoplus montanus
Asemoplus montanus är en insektsart som först beskrevs av Bruner, L. 1885.  Asemoplus montanus ingår i släktet Asemoplus och familjen gräshoppor. Inga underarter finns listade i Catalogue of Life.